# Pandaloidea
Pandaloidea is een superfamilie van kreeftachtigen uit de klasse van de Malacostraca (hogere kreeftachtigen).

## Families
- Pandalidae Haworth, 1825
- Thalassocarididae Spence Bate, 1888